# ラコニズム

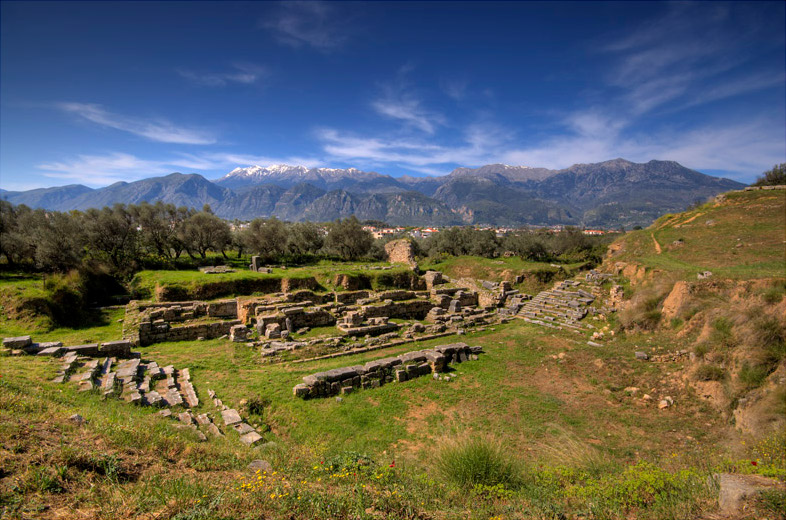
古代スパルタの劇場。背後にタイゲトス山脈を望む。

ラコニズムは、簡潔な表現を意味する文芸用語。これは古代ギリシアの都市スパルタの位置していたラコニア地方にちなんで名付けられたものである。ラコニアの住民は質朴な言葉遣いに定評があり、ぶっきらぼうでしばしば端的な発言をすることで有名であった。ラコニア人に特徴的な簡潔で素っ気ない言辞、とくにぶっきらぼうで省略の多い返答はラコニック・フレーズと呼ばれる。

## 用法
ラコニック・フレーズは、（軍隊用語に見られるような）効率性、強調、（特にストア派のようなミニマリズムを信奉する哲学者のような）思想的理由、あるいは尊大な相手をへこませる目的で用いられたと考えられる。

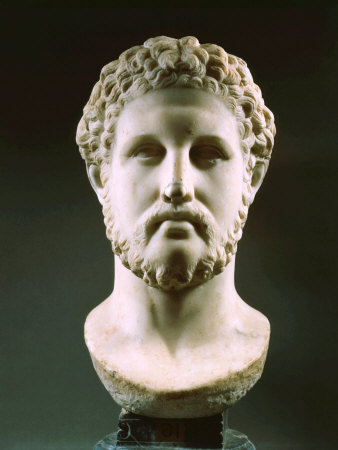
ピリッポス2世

著名な例として、マケドニアのピリッポス2世との対話が挙げられる。ギリシア南部に侵攻して他の主要な都市国家を征定したのち、彼はスパルタに目を向け、自分に敵対するか味方するかと脅迫した。スパルタ人の返答は「どちらも嫌だ」というものだった。
業を煮やしたピリッポスは次のような通牒を発した。
スパルタのエフォロイは再び、次のように1語で答えた。
この結果、ピリッポスもその息子アレクサンドロス大王も、スパルタに攻め入ることはしなかった。スパルタはその後、マケドニアのペルシャ侵攻への参加（コリントス同盟）を拒んだ。この事実はアレクサンドロス大王がグラニコス川の戦いの捕虜とともにアテナイに送った声明に記録されている。「ピリッポスの息子アレクサンドロスと、スパルタ人を除くすべてのギリシア人が、アジアの夷狄から得たものである」。

### ユーモア
スパルタ人は、ドライで言葉少ななウィットに定評があり、今日ではラコニック・ユーモアと呼ばれている。これはアティック・ソルト（Attic salt）あるいはアティック・ウィット（Attic wit）と呼ばれる、アテナイの洗練された、情に訴える精巧なユーモアに対比される。
後世のさまざまな集団もラコニックなユーモアに定評を得ている。例えばサーガに見えるアイスランド人、また英語圏では、オーストラリア人、ニューイングランド人、北イングランド人などである。

## 背景
スパルタ人は他の古代ギリシア人に比べ、教育や芸術、文学の発展にあまり注力しなかった。このことが、素っ気なさを特徴とするラコニア的な言葉遣いの発達を促したとみる向きもある。一方でプラトンは『プロタゴラス』にソクラテスを登場させ、スパルタ人の言葉の簡潔さが単なる文学的教養の乏しさに由来するとする考え方を退けている。
ソクラテスは他の多くのアテナイ人と同様にスパルタの法を賛美した（ラコノフィリア）ことで知られているが、近代の研究者は、彼が真剣にスパルタ人に秘められた哲学愛を認めていたかは疑わしいとしている。それでもなお、多くのラコニックな格言で知られるスパルタ人、ケナイのミュソンとスパルタのキロンは伝統的にギリシャ七賢人に数えられている。
しかしスパルタ人は一般的に、修辞を嫌い論旨を逸脱しない寡黙な男子たるべきことを期待されていた。多弁は軽薄であり、思慮深く地に足の着いたスパルタ男子にふさわしくないと考えられていた。スパルタの若者は、教師の質問に対し冗長に答えた罰として、しばしば自分の親指を噛まされたことが伝えられている。

## 例

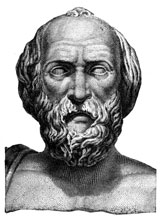
リュクルゴス

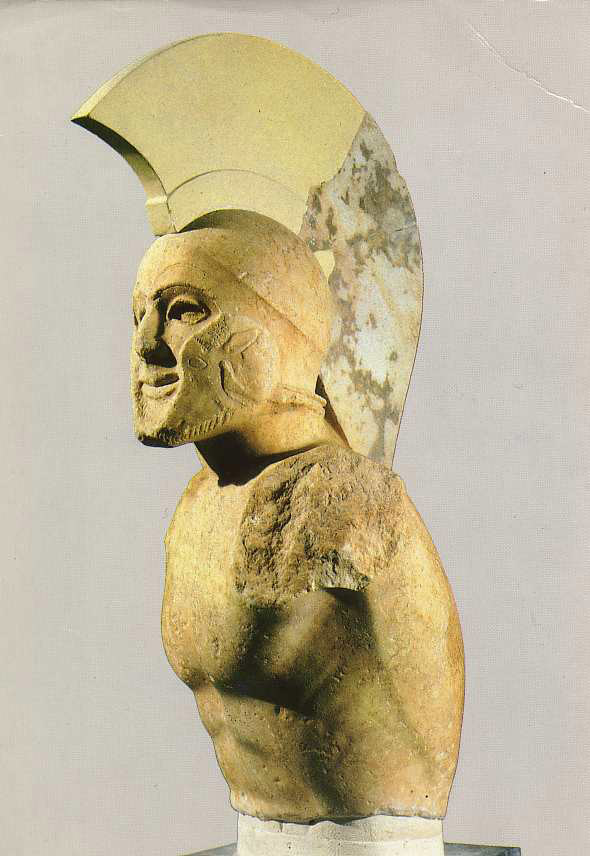
レオニダス1世

### スパルタ
- スパルタの伝説的な立法者と目されるスパルタのリュクルゴスに仮託される冗談。スパルタで民主制を敷いてはどうかという提案に対してこう答えた。「お前がまずお前の家に民主制を立てよ」[24]。
- 別の場面で、リュクルゴスはなぜスパルタでは神への生贄を豪勢にしないのかとしつこく問われた。彼は答えた。「神を崇めることを怠けて間引いたりしないように」[25]。
- スパルタ市民に祖国への侵攻者に善処する方策を問われたとき、リュクルゴスは忠告した。「お前たちが貧乏であり続け、一方の者が他方の者より偉くなろうとしなければよいのだ」[26]。
- 都市を囲む城壁を築くのは賢明かと問われ、リュクルゴスは答えた。「煉瓦でなく、人間を巡らした城壁をもつ国は、無防備都市とは申せない。」[27]。別のスパルタ人は、見事な防塁を備えたアジアの都市を見せられた際、「素晴らしい女性たちの宿舎だ！」と感嘆した[28]。
- ある男が、なぜ彼らは自分の耕作地の世話を自分自身の手でしないでヘイロタイ（奴隷）たちの手に委ねているのかと尋ねたところ、アナクサンドリデスは言った。「我々がその耕作地を獲得したのは、耕作地の世話をするためではなく、我々自身を大切にするためだ」[29]。
- デマラトス王がある者に、最も模範的なスパルタ人とはどんな人間かと問われた際、次のように答えた。「そちにいちばん似てない者だ」[30]。
- レオニダス1世の妻ゴルゴーが、彼がペルシア軍と戦うためテルモピュライに出発するに際して自分に何か言い残すことはないか、と尋ねたときに、彼は言った。「良い男と結婚して良い子供を生め」[31]。
- テルモピュライの戦いで、兵卒300人を率いるレオニダス1世は、多勢のペルシア軍に武器を置いて降伏するよう命令された際「取りに来るがよい（英語版）」と答えた[32]。

### 他の事例

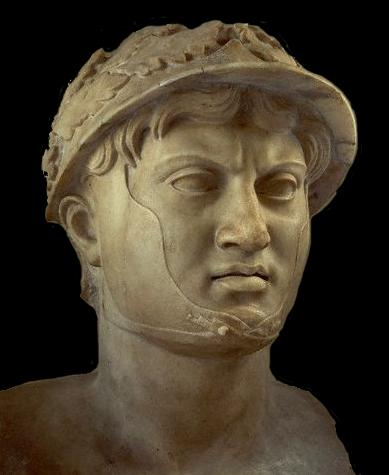
エピロスのピュロス

- アラム人のダマスコの王ベン・ハダド1世（英語版）がイスラエル王アハブを攻めたとき、彼は次のような通牒を送った。「もしサマリアに残る塵が、私と行を共にする全ての民の手のひらを満たせるならば、神々よ幾重にも私を罰したまえ」。アハブは答えた。「鎧を着る者は鎧を脱ぐ者のごとく誇るべきではない」[33]。
- 紀元前336年、ピリッポス2世の死がアテナイに伝わったとき、将軍ポキオンは「我々をカイロネイアで打ち負かした軍勢が一人減ったにすぎないのだ」として全ての祝いの贄をやめさせた[34]。
- アスクルムの戦いでローマ人を破った犠牲の大きさに、ピュロスは祝いの言葉に対して「もう一度戦ってローマ軍に勝ったとしても、我々は全く壊滅するだろう」と言った（ピュロスの勝利）[35]。
- 第2次大戦のバストーニュの戦いのさなか、ドイツの将軍ハインリッヒ・フォン・リュトヴィッツ（英語版）はアメリカの司令官アンソニー・マコーリフ准将に「従わない限り貴軍は壊滅する」として降伏を勧告した。マコーリフの答えは「NUTS!（馬鹿め！）」の一言だった[36]。